# 源平合戰
源平合戰，史稱「治承·壽永之亂」，是指从日本平安時代末期治承四年（1180年）至元曆二年（1185年）的6年间的大规模内乱，也被看作是衔接日本古代与日本中世时期的历史事件。在後白河院皇子以仁王举兵反抗以平清盛为中心的平家政權，各地逐渐响应，并最终随着平家政权的逐渐崩溃，以源赖朝为中心所构成的关东武家政權（镰仓幕府）登上历史舞台。
源平合战对日本历史有着重大的影响，它反映了律令制末期武士集团权势的崛起及公卿集团的逐渐衰败。1179年，后白河法皇被平清盛软禁，平安时期的院政制度开始崩溃，而在源平合战结束后，平家政权瓦解。源赖朝於1180年进驻鎌倉，逐渐完善幕府体制，并于1192年就任征夷大將軍，武家政权登上歷史舞台，形成所谓“二元政治结构”(權門體制)。
一般来说，壇之浦之戰标志着源平合战的结束，但也有人将此后镰仓的奧州征伐视作源平合战的一部分。

## 背景

### 平家崛起
平安時代末期，貴族間充滿了權力的衝突與矛盾，最終訴諸武力解決。在保元元年(1156)的保元之亂和平治元年(1159)的平治之亂中，平家皆為勝方立下赫赫戰功。尤其是平治之亂，平家剷除政敵河內源氏，河內源氏棟樑源義朝於逃亡途中遇害，嫡子源赖朝被流放到伊豆，多位倖存的幼子亦被送入佛寺出家，平家確立其朝廷唯一官軍的地位。平家領袖平清盛於仁安2年(1167)升任至太政大臣；其後，平家一門多人晉升公卿，並獲封多個知行國。除此之外，平清盛的女兒德子亦嫁给高倉天皇為中宮，並生下言仁親王（安德天皇）。

### 鹿谷陰謀
安元2年(1176)7月，平清盛妻妹建春門院去世，時年35歲；建春門院深受後白河院寵愛，其存在維繫院與平清盛的合作關係。安元3年(1177)，延曆寺與後白河院院近臣產生紛爭，院於是命平清盛追討比叡山僧侶；然，平清盛不接受院的命令，反而逮捕多名反對平家的院近臣，其後不是斬首，就是撤職流放。

### 治承三年政变
治承3年(1179)6月，平清盛之女，近衛基實之妻平盛子去世。7月，平清盛嫡子平重盛去世。10月，後白河院無視平清盛女婿近衛基通，任命年僅8歲的松殿師家為權中納言，並沒收平重盛的知行國越前國，而後更剝奪平清盛對攝關家領地的管理權。11月14日，平清盛率領數千騎進京，幽禁後白河院，並將數十名公卿、院近臣撤職或逐出京都。治承4年(1180)2月，高倉天皇讓位予言仁親王。

## 源平合戰始末

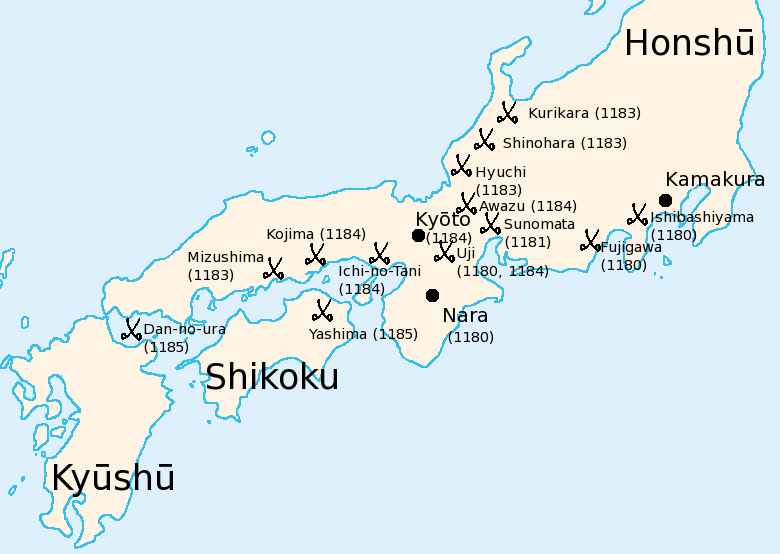
源平合戰各主要戰役的時間及地點

### 以仁王举兵
素有大志的後白河院第三皇子以仁王於治承4年(1180)4月與攝津源氏源賴政合謀，假稱「最勝親王」名號，由源行家（源義朝之弟）向全國源氏發送征討平家的令旨，然而此事為熊野別當湛增所獲(據《平家物語》)，平家發兵征伐，以仁王與源賴政出奔至園城寺，並向延曆寺和興福寺求援。延曆寺拒絕，以仁王等欲逃往奈良興福寺。途中到達平等院時，遭到平清盛四子平知盛追擊，雙方人馬於宇治川交戰後，源賴政戰死。以仁王繼續逃往山城國相樂郡光明山，最終中箭落馬身亡。

### 東國戰事爆發
追討平家的令旨陸續到達在各地蟄伏的源氏，其中一人即為流罪中的源賴朝。在伊豆蟄居的源賴朝與岳父北条時政合謀，糾結伊豆、相模的武士，於治承4年(1180)8月17日襲殺伊豆目代山木兼隆。之後源賴朝轉往相模，遭遇大庭景親等平家追討軍的夾擊，慘敗而逃(石橋山之戰)。初嚐大敗的源賴朝輾轉逃往安房，途中在海上與三浦半島的三浦一族會合。抵達安房後，源賴朝得到房總半島豪族千葉常胤、上總廣常等人支援；其後，武藏地方豪族的也加入源賴朝陣營。由於當時武士身份的領地不甚穩定，為了更進一步鞏固自身利益，地方武士決定加入源賴朝陣營，使得源賴朝的勢力迅速壯大。10月6日，源賴朝入駐過去也是河內源氏祖先經略之地的鎌倉，而後陸續討伐南關東的反對勢力。
同一時間，甲斐源氏的武田信義、安田義定等人在收到令旨後也舉兵，於甲斐國、信濃地區擴張勢力。
關東亂起不久，平家即派遣平維盛、平忠度、平知盛等前往征討。平家東征軍兵發東海道，治承4年(1180)10月18日於駿河富士川和源賴朝、武田信義聯軍對峙。平家追討軍因軍糧不足等因素軍隊士氣低迷，武田軍趁機發動夜襲，平家軍未戰先敗，望風而逃(富士川之戰)。平家軍退去後，源賴朝等決定以經營關東為優先，未加追擊；甲斐源氏則將勢力擴展至遠江、駿河地區。值得一提的是，合戰得勝後，源賴朝在黄瀬川陣地與從奧州前來馳援的九弟源義經相會。
源賴朝在關東經略上，對內，為了有效統御龐大的武士集團，源賴朝創立了侍所，命和田義盛和梶原景時負責掌控。對外，源賴朝則鎮壓關東地區的佐竹氏、藤姓足利氏等反抗勢力。

### 其它武士团兴兵与战乱的扩大
除了關東之外，各地反平家的勢力也紛紛舉兵。例如土佐的源希義、河內石川的源義基與源義兼父子，美濃的土岐氏，近江的山本義経、柏木義兼兄弟黨，熊野的湛増，伊予的河野氏，肥後的菊池隆直等，此外，在若狭、越前、加賀也有在庁官人起事。
治承4年(1180)9月，源義仲（又稱木曾義仲，源賴朝的堂弟）於信濃舉兵。之後曾一度進兵至上野，但由於和源賴朝家族間有殺父之讎的嫌隙，所以向北轉進，進軍北陸。治承5年(1181)6月，源義仲於信濃北部擊敗越後國豪族城長茂(横田河原之戰)，奧州藤原氏也趁機侵入會津。其後，源義仲擁立以仁王之子北陸宮，於北陸地區擴展勢力。

### 平清盛之死
平清盛於治承4年(1180)11月從福原回到京都，後快速鎮壓近江(近江攻防)及園城寺、延曆寺的叛亂。12月，平重衡鎮壓畿內最大的反平家勢力興福寺(南都燒討)。治承5年(1181)正月，高倉院崩御。
治承5年(1181)初，平家攻入美濃，擊敗美濃源氏源光長(美濃源氏舉兵)。其後，平清盛為方便大範圍徵收士兵及軍糧，創設統轄畿內和周邊九國的惣官，由平宗盛擔任；九州方面，平清盛任命原田種直為大宰少貳，並派遣家臣鎮壓九州的叛亂。閏2月4日，平清盛病逝，時年64歲。4月，平重衡率領大軍東征，於墨俣川大敗源行家(墨俣川之戰)。
治承5年(1181)至壽永元年(1182)，西國地區遭遇旱災，再加上平家為了鎮壓叛亂而持續徵收軍糧，進而出現大量餓死者，史稱養和飢饉。

### 木曾义仲上洛
北陸地區為京都的糧食供給地，對處於飢荒的京都來說，北陸的平穩極其重要。平家多次試圖組織追討軍鎮壓叛亂，但因士兵、軍糧籌備有困難，多次延後出征。壽永2年(1183)4月，平維盛、平通盛率領大軍向北陸進發，陸續擊破越前、加賀等地的叛軍。5月，平家追討軍在越中國敗於源義仲(俱利伽羅峠之戰)；6月，在加賀國再敗於源義仲(篠原合戰)。節節敗退的平家為拉攏延曆寺，表示欲奉日吉社神為平氏氏神，然延曆寺不予理會。
之後，源義仲、多田行綱、安田義定及其他尾張、美濃、近江等地的反平家武士多路進擊，突破平家於畿內的防衛線。7月，平宗盛等挾安德天皇及三神器棄都西逃至大宰府，後白河院則乘機逃往延曆寺，脫離平家掌控。而後，平家因九州有豐後國豪族緒方惟榮等反平家勢力，再遷移至讚岐國屋島。源義仲等人進入京都。雖然一開始源義仲受到後白河院乃至貴族、庶民的熱烈歡迎，但由於先前大飢饉的影響，跟隨源義仲進京的地方武士開始大肆掠奪糧食，且因義仲軍構成十分複雜，源義仲也無法作出有效的管理；而後源義仲更介入皇位繼承的紛爭，源義仲力推北陸宮繼位，使其與後白河院的關係一落千丈。基於上述原因，朝廷遂望源賴朝能進京，牽制源義仲。9月，源義仲出京追討平家。閏10月，源義仲於備中為平重衡所敗(水島之戰)，只得退回京都。

### 木曾义仲败亡
後白河院為制衡源義仲，與源賴朝聯繫，希望其進京，源賴朝故趁機請求後白河院下旨恢復東海、東山、北陸三道的知行國主與莊園領主對公領和莊園的統治權；壽永二年（1183年）10月宣旨，除了源義仲的勢力範圍北陸道之外，後白河院同意源賴朝的請求，朝廷可謂是賦予源賴朝對東海道及東山道公領和莊園支配權(壽永二年十月宣旨)。閏10月與11月之間，源義經以源賴朝代官的身分，於伊勢、近江活動。12月，源範賴率領大軍上京，與源義經的先遣隊會合。
而在這段期間，銳氣大挫的源義仲不但和後白河院決裂，復加以昔日盟友的離棄，逐漸陷入孤立。壽永二年（1183年）11月19日，源義仲發動政變，襲擊院御所法住寺殿(法住寺合戰)，軟禁後白河院，並解除攝政近衛基通與數位院近臣的職務，令松殿師家接任攝政，12月源義仲更利用後白河院發布追討源賴朝的命令。壽永3年(1184)正月，源義仲受封為征東大将軍。正月20日，源範賴與源義經各於京都近郊的瀬田和宇治擊潰義仲軍，源義仲雖企圖逃往北陸，但於近江粟津(滋賀縣大津市)遭到截殺。

### 一之谷之战
在源義仲与源赖朝交战并随后败亡之时，平家伺机反扑。壽永3年(1184)正月，平家大規模部隊已返回至摄津国福原一带，頗有進京之勢。此时京城内后鸟羽天皇即位不久，发现三神器不在皇宫内，十分忧虑。一时间朝廷内分为两派，一派主张与福原（即裹挟着安德天皇和三神器的平家）进行和谈以迎回三神器，另一派则希望进行武力强夺，最终以院近臣為首的主战派占了上风，朝廷決定追討平家。2月7日，鐮倉軍、甲斐源氏、畿內近國武士所組成的聯軍，與平家展開合戰，平家大败，平家一門战死，残部则取海路撤往讚岐屋島。

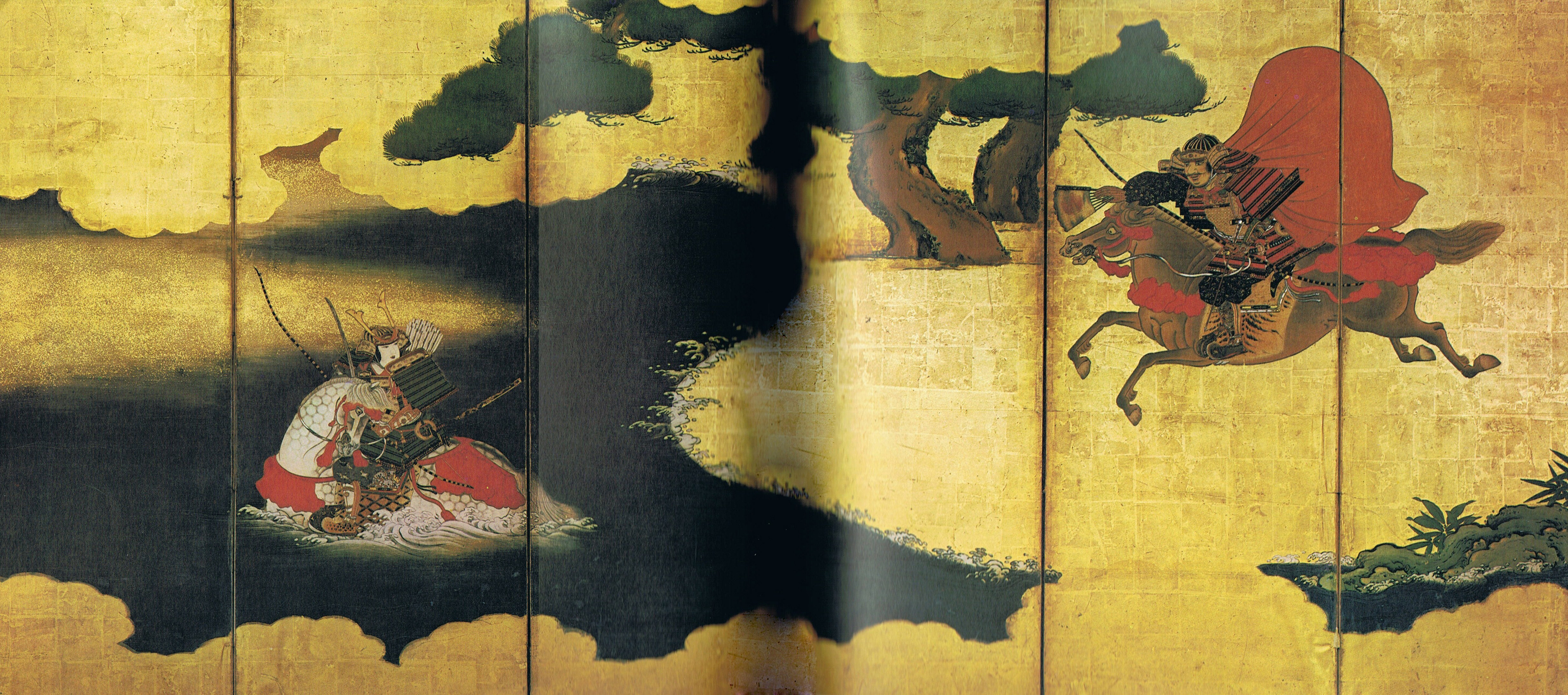
《一之谷合战图屏风》中熊谷直实叫住刚要登船撤退的平敦盛

### 三日平氏之乱
一之谷之戰後，源赖朝任命源义经为总大将，整顿畿内与西国地区，土肥實平及梶原景時兵发山陽道，大内惟義、大井實春等发兵伊势和伊贺地区。元历元年（1184）7月，平家繼、平信兼、伊藤忠清等伊勢和伊賀的平家残部举兵反抗。之後，官軍(鐮倉軍)於近江大原莊擊敗平家殘黨。由于这场叛乱，源义经為专心维持畿内地区的治安，延後追討平家，而源范赖則是率領東國武士向西國進軍。
在東國，源赖朝命人将甲斐源氏武田信义的嫡子一條忠頼殺害，並发兵侵入甲斐、信浓地區；而後，源賴朝开始将注意力转移至畿内地区獨立性極強的武士（畿内周边的軍事貴族）上。

### 平家末路
元曆元年(1184)9月，源範賴率領東國武士往長門國進軍，後迅速鎮壓山陽道平家勢力，但由於缺乏船隻，範賴軍無法跨越關門海峽，對彦島或九州進行攻克，使範賴軍長期滯留於長門國；而後範賴軍陷入兵粮不济的困境，軍隊士氣低下。元曆2年(1185)正月，源範賴得到豐後豪族的支援，渡海前往九州，2月，範賴軍於筑前國討伐大宰少貳原田種直(葦屋浦之戰)。另一方面，源义经向法皇求得西国攻略的许可后遂起兵前往西国，并于2月迅速组织水军渡海，由阿波国勝浦登陆，并奇袭平家屋島本阵取得大捷。
屋岛之战后，平家武士失去了濑户内海的制海权，退往长门国的彦岛。熊野別當湛増所率领的熊野水軍、河野通信等的伊予水軍及中國、四國的武士集團开始先后加入义经軍，与此同时，範賴軍平定九州，平家开始被完全包围。元曆2年(1185)3月24日，追討軍與平家在關門海峽的坛之浦（壇ノ浦）展开水战。
清晨6時許，平家軍主動发起攻擊。起初平家水军占尽优势，但随着午后风向逆转，同时阿波重能所领300水军叛逃至追討軍一方，再加上义经军大量射杀平家水军的水手，战况逐渐不利于平家水军。眼見大勢已去，平家一門多人投海自尽或被俘，其中年僅8歲、拥有平家血脉的安德天皇也由外祖母二位尼带着三神器裹挟投海，平家政权正式灭亡。

## 源平合战战事年表
- 具体日期所依据的是文献所用历法，即宣明历。

| 和历                     | 西历   | 月日 （宣明历长历）        | 内容                             | 对立势力                               | 地点           |
| ------------------------ | ------ | -------------------------- | -------------------------------- | -------------------------------------- | -------------- |
| 治承3年                  | 1179年 | 11月14日                   | 治承三年政變                     |                                        | 平安京         |
| 治承4年                  | 1180年 | 2月21日                    | 安德天皇践祚                     |                                        |                |
| 治承4年                  | 1180年 | 4月9日                     | 以仁王发布令旨追讨平家           |                                        |                |
| 治承4年                  | 1180年 | 5月26日                    | 以仁王举兵                       | 以仁王、源赖政 vs 平家                 | 山城国         |
| 治承4年                  | 1180年 | 6月2日                     | 朝廷迁都福原                     |                                        |                |
| 治承4年                  | 1180年 | 8月17日                    | 山木馆奇袭战                     | 源赖朝 vs 山木兼隆                     | 伊豆国         |
| 治承4年                  | 1180年 | 8月23日                    | 石桥山之战                       | 源赖朝 vs 大庭景親                     | 相模国         |
| 治承4年                  | 1180年 | 8月25日                    | 波志田山合戰                     | 甲斐源氏 vs 骏河、相模平家方豪族       | 甲斐国 駿河国  |
| 治承4年                  | 1180年 | 8月26日                    | 衣笠城合戰                       | 三浦氏 vs 畠山重忠等秩父一族           | 相模国         |
| 治承4年                  | 1180年 | 9月～养和元年(1181年) 11月 | 熊野動乱                         | 熊野三山 vs 平家                       | 紀伊国         |
| 治承4年                  | 1180年 | 9月                        | “鎮西反乱”爆发                   | 肥後豪族 vs 平家方豪族                 | 九州北部       |
| 治承4年                  | 1180年 | 9月7日                     | 市原合戰                         | 信濃源氏 vs 平家方豪族                 | 信濃国         |
| 治承4年                  | 1180年 | 9月10日                    | 武田信義入侵信濃                 | 武田信義 vs 信濃平家方豪族             | 信濃国         |
| 治承4年                  | 1180年 | 9月14日                    | 結城浜之戰                       | 千葉氏 vs 千田氏                       | 下總国         |
| 治承4年                  | 1180年 | 10月13日                   | 鉢田之戰                         | 甲斐源氏 vs 駿河平家方豪族             | 甲斐国 駿河国  |
| 治承4年                  | 1180年 | 10月20日                   | 富士川之战                       | 源赖朝/武田信義 vs 平家                | 駿河国         |
| 治承4年                  | 1180年 | 11月～治承5年1月           | 美濃源氏舉兵                     | 美濃源氏/尾張源氏 vs 平家              | 美濃国         |
| 治承4年                  | 1180年 | 11月17日                   | 金砂城之戰                       | 源赖朝 vs 佐竹氏                       | 常陸国         |
| 治承4年                  | 1180年 | 11月23日                   | 朝廷还都平安京                   |                                        |                |
| 治承4年                  | 1180年 | 12月1日                    | 源希義征讨                       | 源希義 vs 土佐平家方豪族               | 土佐国         |
| 治承4年                  | 1180年 | 12月                       | 近江攻防                         | 近江源氏/園城寺 vs 平家                | 近江国         |
| 治承4年                  | 1180年 | 12月28日                   | 南都烧讨                         | 東大寺/興福寺 vs 平家                  | 大和国         |
| 治承4年                  | 1180年 | 12月                       | 河内石川源氏叛乱                 | 石川源氏 vs 平家                       | 河内国         |
| 治承4年                  | 1180年 | 12月                       | 伊予河野氏蜂起                   | 河野氏 vs 四国平家方豪族               | 濑户内海       |
| 治承5年 养和元年         | 1181年 | 1月14日                    | 高仓上皇去世、後白河法皇重开院政 |                                        |                |
| 治承5年 养和元年         | 1181年 | 閏2月4日                   | 平清盛去世                       |                                        |                |
| 治承5年 养和元年         | 1181年 | 3月10日                    | 墨俣川之战                       | 源行家/尾張源氏 vs 平家                | 尾張国         |
| 治承5年 养和元年         | 1181年 | 6月17日                    | 横田河原之戰                     | 信濃源氏 vs 越後城氏                   | 信濃国 越後国  |
| 治承5年 养和元年         | 1181年 | 8月～11月                  | 養和北陸出兵                     | 北陆豪族 vs 平家                       | 北陸地區       |
| 治承6年 養和2年 寿永元年 | 1182年 | 4月                        | “鎮西叛乱”平定                   |                                        |                |
| 治承7年 寿永2年          | 1183年 | 2月20日～2月23日           | 野木宮合戰                       | 源赖朝 vs 志田義廣                     | 下野国         |
| 治承7年 寿永2年          | 1183年 | 春                         | 源赖朝、源義仲议和               |                                        | 信濃国         |
| 治承7年 寿永2年          | 1183年 | 4月27日                    | 火打城之戰                       | 越前、加賀豪族 vs 平家                 | 越前国         |
| 治承7年 寿永2年          | 1183年 | 5月9日                     | 般若野之戰                       | 源義仲/北陆豪族 vs 平家                | 越中国         |
| 治承7年 寿永2年          | 1183年 | 5月11日                    | 俱利伽羅峠之戰                   | 源義仲 vs 平家                         | 加賀国・越中国 |
| 治承7年 寿永2年          | 1183年 | 6月1日                     | 篠原之戰                         | 源義仲 vs 平家                         | 加賀国         |
| 治承7年 寿永2年          | 1183年 | 7月25日                    | 平家撤离平安京                   |                                        |                |
| 治承7年 寿永2年          | 1183年 | 8月20日                    | 後鳥羽天皇践祚                   |                                        |                |
| 治承7年 寿永2年          | 1183年 | 10月14日                   | 壽永二年十月宣旨                 |                                        |                |
| 治承7年 寿永2年          | 1183年 | 閏10月1日                  | 水島之戰                         | 源義仲 vs 平家                         | 備中国         |
| 治承7年 寿永2年          | 1183年 | 11月19日                   | 法住寺合战                       | 後白河法皇 vs 源義仲                   | 平安京         |
| 治承7年 寿永2年          | 1183年 | 11月28日                   | 室山之戰                         | 源行家 vs 平家                         | 播磨国         |
| 寿永3年 元曆元年         | 1184年 | 1月20日                    | 宇治川之战                       | 源范赖/源义经 vs 源義仲                | 山城国 近江国  |
| 寿永3年 元曆元年         | 1184年 | 2月7日                     | 一之谷之战                       | 源范赖/源义经 vs 平家                  | 摄津国         |
| 寿永3年 元曆元年         | 1184年 | 5月                        | 镰仓御家人入侵甲斐、信濃         | 源赖朝 vs 武田信義                     | 甲斐国 信濃国  |
| 寿永3年 元曆元年         | 1184年 | 7月                        | 三日平氏之亂                     | 大内惟義/佐佐木秀義 vs 平家繼/伊藤忠清 | 伊賀国 近江国  |
| 寿永3年 元曆元年         | 1184年 | 12月7日                    | 藤戸之戰                         | 源范赖 vs 平家                         | 備前国         |
| 壽永4年 元曆2年          | 1185年 | 2月1日                     | 葦屋浦之戰                       | 源范赖 vs 平家                         | 筑前国         |
| 壽永4年 元曆2年          | 1185年 | 2月7日                     | 屋岛之战                         | 源义经 vs 平家                         | 讃岐国         |
| 壽永4年 元曆2年          | 1185年 | 3月24日                    | 坛之浦之战                       | 源范赖/源义经 vs 平家                  | 長門国         |

## 腳註
1.據《吾妻鏡》等史料記載，義仲擔任的官職為「征夷大將軍」，《玉葉》則記載為「征東大將軍」。《三槐荒涼拔書要》所收錄的《山槐記》在建久3年（1192年）7月9日條關於源賴朝受封征夷大將軍一職的詳細經過中發現相關記載。賴朝要求朝廷冊封自己為大將軍。朝廷考察了歷史，發現義仲所任的征東大將軍等職務歷史上有凶例，而坂上田村麻呂所任的征夷大將軍是吉例，因此決定冊封賴朝為征夷大將軍。所以以此推斷，義仲所任的官職應該是征東大將軍而不是征夷大將軍。（櫻井陽子，「頼朝の征夷大将軍任官をめぐって」 《明月記研究》9號、2004年）

## 史料
- 『玉葉』
- 『吉記（日语：吉記）』
- 『愚管抄』
- 『山槐記（日语：山槐記）』
- 『百鍊抄』
- 『吾妻鏡』
- 『平家物語』
- 『源平盛衰記（日语：源平盛衰記）』